# Samsung Galaxy W
El Samsung Galaxy W (i8150), también conocido como Wonder, es un teléfono inteligente Android que es una variante de menor tamaño del Samsung Galaxy S II. El Galaxy W es un downgrade menos potente en comparación con el Galaxy S II, con una especificación comparable al Galaxy R más grande y una pantalla táctil capacitiva WVGA TFT LCD de 9.34 cm (3.7 in) con una resolución de 480x800. El teléfono también cuenta con una cámara de imagen fija de 5 megapíxeles que es capaz de capturar video a 720p. Las principales diferencias entre el Galaxy W y otras variantes son su procesador (núcleo único de 1.4 GHz fabricado por Qualcomm), su mayor densidad de píxeles en comparación con el Galaxy S II y el Galaxy R, y un diseño físico ligeramente diferente.
Antes del lanzamiento del Galaxy S II, había informes especulativos de los planes de Samsung para una variante más pequeña y simplificada, que es un ejemplo de caso similar al HTC HD Mini que existe como una versión más pequeña del HTC HD2.

## Lanzamiento
Anunciado por primera vez en agosto de 2011, el Galaxy W hizo su debut en el mercado en octubre de 2011.

## Hardware

### Procesador
El Galaxy W utiliza un chip Snapdragon de Scorpion Qualcomm de un solo núcleo a 1,4 GHz junto con Adreno 205 para sus gráficos de GPU.

### Memoria
El Galaxy W tiene una memoria de sistema de 1.07 Gigabytes, 1.7 GB de almacenamiento USB y 351 Megabytes de RAM dedicados.

### Pantalla
El Galaxy W utiliza una pantalla táctil capacitiva WVGA TFT LCD de 93.89 milímetros (3.696 pulgadas) que tiene una densidad de píxeles (PPI) de '252'. Tiene una densidad de píxeles más alta que su contraparte de gama alta, el S2, que tiene una densidad de píxeles de 217 ppp.

### Cámara
En la parte posterior del dispositivo hay una cámara de 5 megapíxeles con flash LED único que puede grabar videos en un máximo de 720p en alta definición (HD). También hay una cámara VGA frontal de enfoque fijo para realizar videollamadas, tomar fotos y grabar videos en general.

### Conectividad
El Galaxy W cuenta con conectividad estándar de la industria que incluye Bluetooth 3.0, GPS asistido (AGPS), Wi-Fi 802.11 b / g / n, así como conectividad micro USB para usar con tales casos como el transporte de archivos o la carga mínima de PC. También se incluye una radio FM estéreo con RDS junto con una toma de auriculares de audio de 3,5 mm ubicada en la parte superior del dispositivo.

## Software

### Sistema operativo Android
El Galaxy W viene con Android 2.3.6 instalado.

### Interfaz de usuario
El Galaxy W emplea la última interfaz de usuario propietaria de Samsung TouchWiz 4.0.

### Aplicaciones agrupadas
El Galaxy W, al igual que el Galaxy S II, presenta la inclusión de las aplicaciones 'Hub' de Samsung para varios usos multimedia.media use. Incluido son:
Social HubQue integra servicios de redes sociales populares como Facebook y Twitter en un solo lugar en lugar de en aplicaciones separadas.
Readers HubEste centro ofrece la posibilidad de acceder, leer y descargar periódicos, libros electrónicos y revistas en línea de una selección mundial.
Music HubUna tienda de aplicaciones para descargar y comprar pistas de música en el dispositivo. Samsung se ha asociado con 7digital para ofrecer este servicio.
Game HubUna tienda de aplicaciones para descargar y comprar juegos. Samsung se ha asociado con socios como Gameloft para ofrecer este servicio.
Otras aplicacionesMás aplicaciones incluyen Samsung Kies, Kies Air y Google Maps con Latitude, Places, Navigation.

### Soporte multimedia
El Galaxy W es compatible con varios formatos de audio, incluyendo formatos de audio MP3 y OGG, AAC, AAC +, eAAC +, AMR-NB, AMR-WB, WMA, WAV, MID, AC3, IMY, FLAC, XMF y formatos de video compatibles con MPEG4, H. 264, H.263, WMV, DivX, Xvid, VC-1. Grabación y reproducción de videos en alta definición de hasta 720p (HD).

## Otras variantes
La variante del Galaxy W de T-Mobile USA es el Samsung Exhibit II 4G SGH-T679. Tiene algunas diferencias de hardware, incluida una cámara trasera de 3 MP y una CPU Qualcomm Snapdragon S2 MSM8255 de 1 GHz. El Samsung Exhibit II 4G fue renombrado como Samsung Galaxy Exhibit 4G por una actualización de software el 30 de mayo de 2012.
En 2014, T-Mobile a través de Walmart vende la versión Exhibit SGH-599.
Otra variante en algunos mercados es el Samsung Galaxy S2 Mini.

## Recepción
Dan Sung revisó el Galaxy W para Pocket-lint.com y observó la cantidad de funciones degradadas. CNET UK ha resumido brevemente el teléfono como "grueso" en sus dimensiones de tamaño pequeño, así como "decente" para una alternativa de menor precio al Galaxy S II.